# M'Sara
M'Sara est une commune de la wilaya de Khenchela en Algérie.